# Східний Тіроль

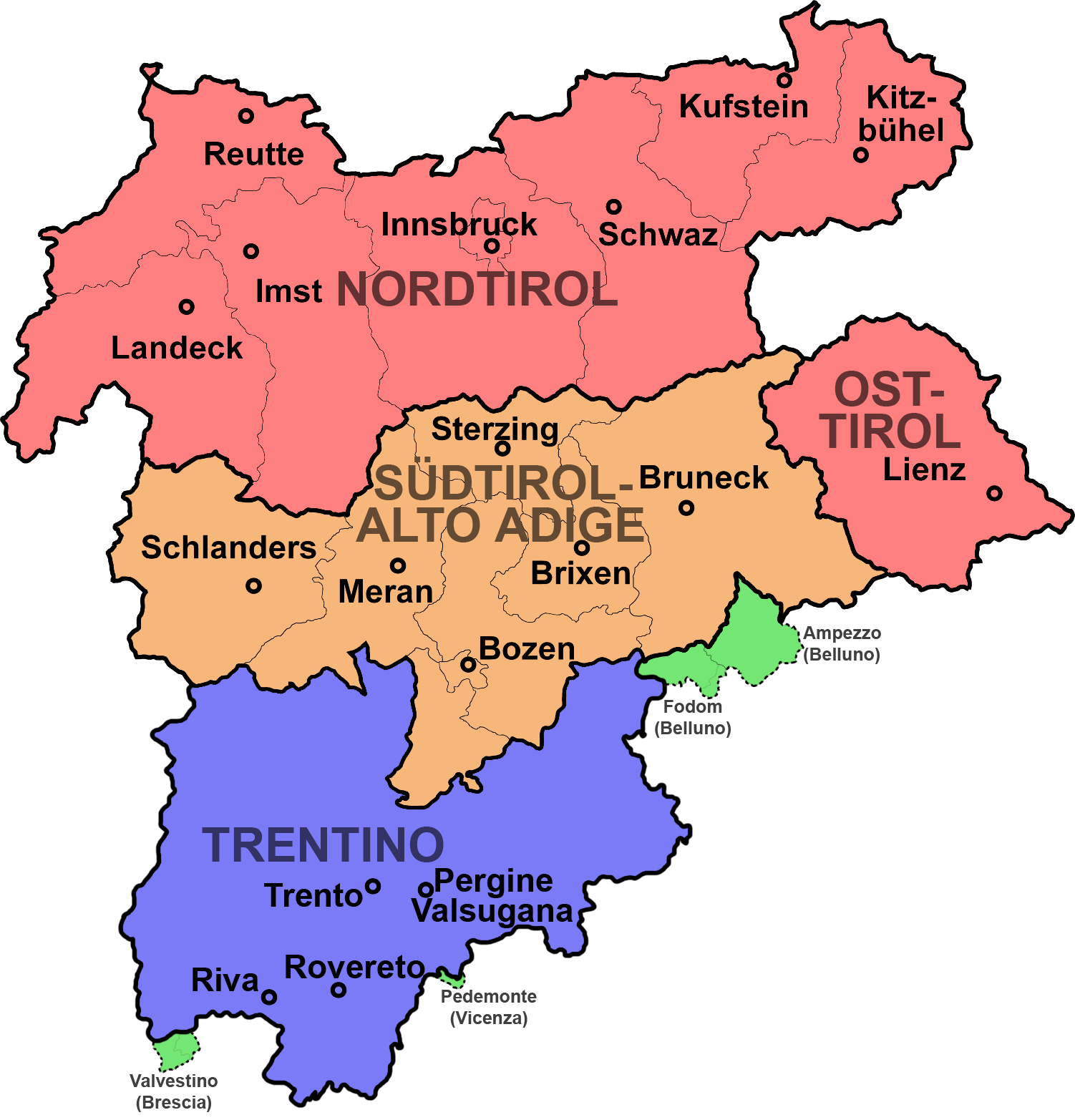
Територія колишньої австрійської коронної землі Тіроль, поділена на
Tіроль, Австрія: Північний і Східний Тіроль
Південний Тіроль, Італія—
Трентіно, Італія
Інші нині італійські частини колишнього графства

Східний Тіроль (нім. Osttirol) — ексклав австрійської землі Тіроль, відокремлений від основної частини Північного Тіролю коротким спільним кордоном Зальцбурга та італійського Південного Тіролю. Збігається з адміністративним округом Лієнц.

## Історія
Територія навколо колишнього римського муніципію Агунтум з ХІІ століття перебувала під контролем графів Гориції, які оселилися в Лієнці та успадкували Тірольське графство в 1253 році. Тоді як Тіроль був втрачений австрійським домом Габсбургів в 1363 році, горицькі графи утримували Лієнц до виродження династії в 1500 році. Імператор Максиміліан I Габсбург нарешті включив його до складу австрійського Тіролю.
Сучасне становище Східного Тіролю виникло внаслідок поразки Австро-Угорської імперії в Першій світовій війні та її подальшого розпаду. Згідно з Лондонським договором 1915 року Італійське королівство, яке приєдналося до переможної Антанти, мало отримати тірольські землі на південь від перевалу Бреннер, на що претендував італійський рух ірредентизму. У листопаді 1918 року італійська армія в складі 20-22 тис. осіб зайняла весь Тіроль. Таким чином, згідно з Сен-Жерменським мирним договором 1919 року, окрема держава Німецька Австрія повинна була поступитися Італії південною частиною колишньої коронної землі Тірольське князівське графство, тобто сучасні провінції Трентіно та Південний Тіроль і частини провінції Беллуно.
Після аншлюсу Австрії в 1938 році Східний Тіроль увійшов до Райхсгау Каринтія. У 1947 році терен був повернутий Тіролю. Після Другої світової війни Східний Тіроль став частиною британської окупаційної зони Австрії.
В Австрії Східний Тіроль межує з землями Каринтія на сході та Зальцбургом на півночі, а також з італійськими провінціями Південний Тіроль (Альто-Адідже, північна частина регіону Трентіно-Альто-Адідже на заході та Беллуно (регіон Венето) на півдні. Відокремлений від тірольського району Швац у Північному Тіролі спільним кордоном Південного Тіролю довжиною 9,5 км з регіоном Зальцбург Пінцгау.

## Пам'ятки
Національний парк Високий Тауерн знаходиться у Східному Тіролі разом із кількома визначними горами: Великий Ґлокнер (найвища гора Австрії, 3798 м) і Ґросвенедіґер.